# Glagolski vid
Glágolski víd je kategorija 
omejenosti glagolskega dogodka. Vidsko so glagoli:
- dovršni – izražajo omejenost v trajanju; večinoma so napravljeni s predpono iz nedovršnih glagolov (npr. dodelati, premisliti, prinesti), redko pa so brez predpone (npr. plačati‘ , skočiti, dvigniti, natisniti)
- nedovršni – izražajo neomejenost v trajanju (npr. delati, misliti, nesti, tiskati)
- nekateri glagoli, t. i. dvovidski glagoli,[2] so lahko dovršni in nedovršni (npr. predlagati, telefonirati); o nedovršnosti ali dovršnosti glagolskega dejanja odloča konkretni uporabljeni pomen glagola.[3]

Po dovršnih glagolih se vprašamo Kaj nekdo stori/je storil/bo storil?, po nedovršnih pa Kaj nekdo dela/je delal/bo delal ? Glagolski čas ne vpliva na glagolski vid.